# هشام الدكيك
هشام الدكيك (مواليد 6 مايو 1972) هو لاعب كرة صالات مغربي سابق، يشغل منذ عام 2010 منصب المدير الفني لمنتخب المغرب لكرة الصالات.
قاد منتخب بلاده للفوز بعدة ألقاب قارية ودولية من ضمنها بطولة أمم أفريقيا ثلاث مرات أعوام (2016، 2020، 2024)، وكأس العرب ثلاث مرات أعوام (2021، 2022، 2023)، وأخيرا بطولة كأس القارات عام 2022 وتحقيق عدة بطولات أخرى. والتأهل لكأس العالم أربع مرات والوصول للربع النهائي في بطولة كأس العالم سنة 2021.
بفضل إنجازاته استطاع منتخب بلاده صدارة اللعبة إفريقياً وعربياً، واحتلال المرتبة 6 ضمن التصنيف العالمي لأقوى 10 منتخبات في العالم في كرة الصالات ب(1430 نقطة) في 6 مايو 2024.
في عام 2023، توج هشام الدكيك بأفضل مدرب في العالم من «فوتسال بلانيت»، بعد المستوى الكبير الذي ظهر به في السنوات الماضية، حيث قاد بلاده للتحقيق العديد من الإنجازات العالمية والإفريقية والعربية.

## مسيرته الكروية
هشام الدكيك، الذي ولد في القنيطرة بالمغرب، بدأ مسيرته الاحترافية مع نادي أياكس القنيطري لكرة القدم داخل الصالات منذ عام 1990. خلال فترة تواجده مع الفريق، شارك في العديد من البطولات الدولية وحقق العديد من الألقاب مع فريقه.
أحد أبرز إنجازاته كانت المشاركة في بطولة العالم لكرة القدم داخل الصالات AMF (FIFUSA) في الأرجنتين عام 1994، حيث قام بتمثيل المغرب مع فريق أياكس القنيطري. كما شارك في بطولة أمم أوروبا للصالات بعد تمكين المغرب من الانضمام إلى البطولة.
بعد اعتزاله كلاعب، بدأ الدكيك مسيرته كمدرب، حيث قاد فريق كاك القنيطرة لكرة القدم الصالات وحقق نجاحًا كبيرًا معه. كما تولى تدريب منتخب المغرب لكرة القدم الصالات، وتمكن من قيادته إلى عدة بطولات قارية ودولية، بما في ذلك التأهل إلى كأس العالم لأول مرة عام 2012.
بجانب عمله كمدرب، حصل الدكيك على اعتراف دولي كبير، حيث تم تعيينه من قبل الفيفا لتنظيم دورات تدريبية للمدربين في مختلف الدول وترشيحه لجائزة أفضل مدرب في العالم لكرة القدم الصالات في عام 2022.
في النهاية، يُعتبر الدكيك واحدًا من أبرز الشخصيات في عالم كرة القدم الصالات، وقد ساهم بشكل كبير في رفع مكانة المغرب على الساحة الدولية في هذه الرياضة.وفي أغسطس 2024 توج الدكيك كأفضل مدرب لكرة الصالات للعام 2023 وفقاً لموقع "Futsalplanet.com"، المختص في كرة القدم داخل القاعة العالمية.

## الإنجازات
- 2012 : التأهل الأول لكأس العالم في تايلاند.
- 2016 : الفوز مع منتخب بلاده لأول مرة ببطولة كأس أفريقيا لكرة القدم الصالات المنظمة في بوركينا فاسو.
- 2016 : التأهل الثاني لكأس العالم في كولومبيا.
- 2020 : الفوز مع منتخب بلاده لثاني مرة على التوالي ببطولة كأس أفريقيا لكرة القدم الصالات المنظمة في المغرب.[6]
- 2021 : التأهل الثالث لكأس العالم في ليتوانيا.
- 2021 : الفوز مع منتخب بلاده لأول مرة ببطولة كأس العرب التي نٌظّمت في مصر.[7][8]
- 2022 : الفوز مع منتخب بلاده لثاني مرة على التوالي ببطولة كأس العرب التي نٌظّمت في السعودية.[7][9]
- 2022 : الفوز مع منتخب بلاده لأول مرة في تاريخه ببطولة كأس القارات داخل الصالات المقامة بتايلاند.
- 2023 : الفوز مع منتخب بلاده لثالث مرة على التوالي ببطولة كأس العرب التي نٌظّمت في السعودية.[10]
- 2024 : الفوز مع منتخب بلاده لثالث مرة على التوالي ببطولة كأس أفريقيا لكرة القدم الصالات المنظمة في المغرب.
- 2024 : التأهل الرابع لكأس العالم في أوزبكستان.[11]

## روابط خارجية
- هشام الدكيك على موقع كووورة